# Melba Roy Mouton
Melba Roy Mouton también conocida como Melba L. Mouton (Fairfax, Virginia, 1929 - Silver Spring; 1990) fue una matemática y programadora estadounidense afroamericana nombrada ayudante en jefe del programa de investigación de la división de trayectoria y geodinámica de la NASA. En la década de 1960, lideró a un grupo de mujeres matemáticas y programadoras de la NASA. Empezando como matemática, pasó a ser la jefa del programa de Satélites de Echo 1 y 2. Fue Jefa de Programadores de Ordenador y más tarde Jefa de Sección de Producción de Programas del Centro de vuelo espacial Goddard.

## Biografía
Nació en Fairfax, Virginia, hija de Rhodie y Edna Chloe. Se graduó en la Universidad de Howard en 1950 con un grado de máster en matemáticas. Comenzó a trabajar para la NASA en 1959 después de haber trabajado para el Army Map Service y la Oficina del Censo. Durante el tiempo que trabajó en la NASA, supervisó el seguimiento de los satélites Echo -el objetivo de su trabajo era asegurar que los satélites permanecieran en una órbita estable y saber dónde estaba el satélite en todo momento en el espacio- , participó en seminarios sobre el lenguaje de programación APL y en artículos publicados por la NASA sobre la documentación de códigos informáticos.
En 1968 se señaló su "generoso apoyo" a la nota técnica de la NASA "Aplicación del Método Hansen en el X satélite de Júpiter". En el informe "Uso experimental de A Programming Language (APL) en el Centro de vuelo espacial Goddard Melba Roy Mouton es mencionada como parte de "un selecto grupo" que pasó una semana preparando a Kenneth Iverson y a sus colegas para dar un seminario de dos semanas sobre APL en Goddard. Esta preparación consistió en "informar al personal del Dr. Iverson en los tipos y la gama de problemas de interés para Goddard".
En 1970 publicó "Motivación y Capacitación o Automatización en un simposio sobre "Métodos Automatizados de Documentación de Programas de Ordenadores".
En 1972 fue ascendida de nuevo esta vez a Subdirectora de Programas de Investigación en la División de Trayectoria y Geodinámica de Goddard.
El 15 de abril de 1972 la NASA utilizó su imagen y la de otros colegas negros en un anuncio en el periódico The Afro American declarando el compromiso de la administración estadounidense con la diversidad.
En la NASA, recibió un Apollo Achievement Award (Premio de Consecución Apolo) y un Exceptional Performance Award (Premio al Rendimiento Excepcional). 
Se retiró de la NASA en 1973.
Falleció en Silver Spring, Maryland, el 25 de junio de 1990 de un tumor cerebral, a los sesenta y un años.

## Vida personal
Melba Roy Mouton se casó con Wardell Roy y posteriormente con Webster Mouton. Tuvo tres hijos. 